# 60
Aquesta pàgina és per a l'any. Per al nombre, vegeu seixanta.

## Esdeveniments

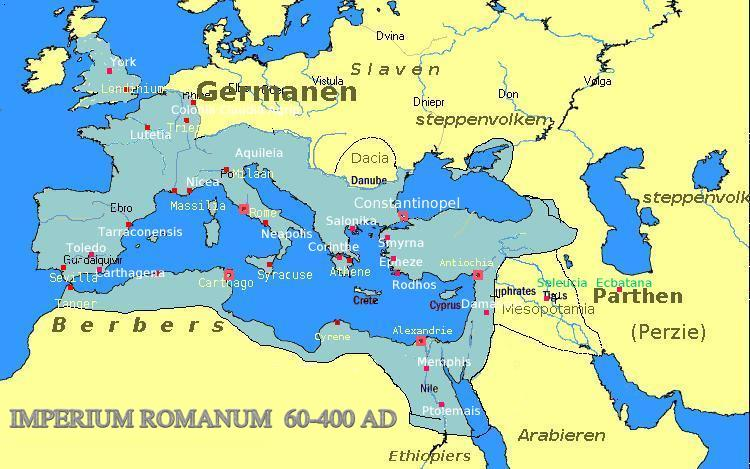
Imperi romà l'any 60.

### Llocs

#### Imperi Romà
- Els romans van construir el primer pont de Londres.
- Els roxolans són derrotats al Danubi.
- Vitel·li va ser (possiblement) procònsol a l'Àfrica.

### Temàtiques

#### Religió
- Pau de Tars va escriure gran part de les cartes paulines.

#### Art i ciències
- Heró d'Alexandria escriu Metrica, Mechanics i Pneumatics.

## Necrològiques
- Domici Afer, pretor romà